# Domenico Passignano

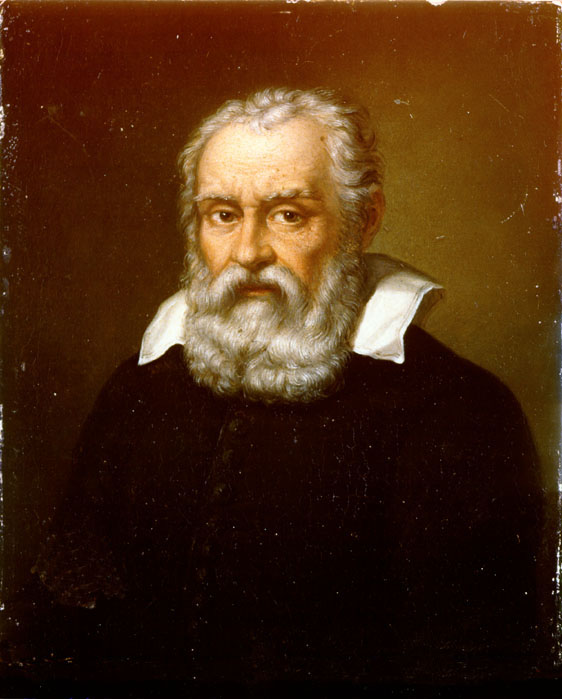
Portrét Galilea.

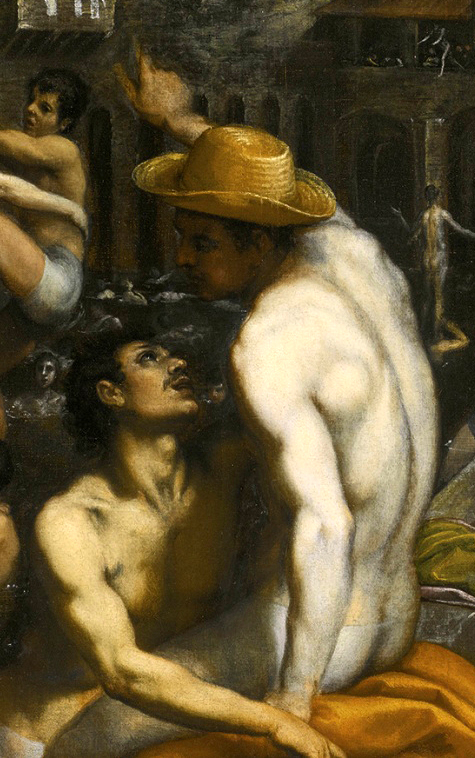
Dva koupající se muži u San Nicolò, kolem r. 1600

Domenico Passignano (rozený Cresti nebo Crespi) (29. ledna 1559, Passignano (část Tavarnelle Val di Pesa) - 17. května 1636, Florencie) byl italský malíř pozdní renesance a manýrismu.

## Život
Narodil se ve florentské provincii jako syn Michela Crestiho, studoval ve Florencii u Giovanniho Battisty Naldiniho a Girolama Macchiettiho. Na cestách do Říma a Benátek se inspiroval stylem Jacopa Tintoretta. Do Benátek cestoval jako asistent Federica Zuccariho, který ho pověřil provedením fresek Vasariho v Santa Maria del Fiore.
Byl znám svou rychlou prací, díky této pracovní metodě však byla malba nekvalitní a mnoho děl se nedochovalo.
Ve Florencii vyzdobil freskami kapli Salviati v kostele San Marco a zhotovil fresku Kázání Jana Křtitele (1590) pro kostel San Michele Visdomini. Namaloval Zrození (1594) pro katedrálu San Martino v Lucce. Další práce jsou v kostele San Frediano v Pise a v Uffizi. Passignano maloval i portréty slavných současníků jako byli Galileo Galilei a Michelangelo.
Byl tchánem Pietra Sorriho.

## Vybrané dílo
- Ganymedes a Jupiter, University Oklahoma Museum of Art  Archivováno 9. 9. 2006 na Wayback Machine.
- Alegorie cudnosti,  Archivováno 30. 9. 2007 na Wayback Machine.
- Svatební hostina velkovévody Ferdinanda I. de Medici,  Archivováno 30. 9. 2007 na Wayback Machine.
- Ganymedes a Jupiter, University Oklahoma Museum of Art  Archivováno 9. 9. 2006 na Wayback Machine.
- Alegorie cudnosti,  Archivováno 30. 9. 2007 na Wayback Machine.
- Svatební hostina velkovévody Ferdinanda I. de Medici,  Archivováno 30. 9. 2007 na Wayback Machine.